# The Witch-Cult in Western Europe
The Witch-Cult in Western Europe A Study in Anthropology is een boek van de Britse antropologe en egyptologe Margaret Murray dat in 1921 gepubliceerd werd. Ze zet hierin op basis van oorspronkelijke documenten van heksenprocessen onder meer haar theorie uiteen over een neopaganistische sekte die tot aan de heksenvervolging in de Renaissance zou hebben bestaan. Deze theorie wordt ook heksencultus-hypothese genoemd.
The Witch-Cult in Western Europe verscheen op een ogenblik dat de invloed en het succes van The Golden Bough van James Frazer op zijn hoogtepunt was. Hierin verdedigt de Schotse antropoloog zijn stelling dat oude religies vruchtbaarheidsriten waren die draaiden rond de verering van, en het periodieke offer van een heilige koning. De ideeën in dat werk zouden Margaret Murray inspireren bij het ontwikkelen van haar 'heksencultus-hypothese'. Margaret Murray werd na de publicatie van dat werk in universitaire kringen gevierd als de expert op gebied van westerse hekserij. Ze schreef in de periode 1929 tot 1968 het artikel over hekserij in de opeenvolgende edities van de Encyclopaedia Britannica en hoewel haar theorieën van in het begin op academische weerstand stuitten, werd haar hoofdwerk nog in 1962 herdrukt door The Oxford University Press.

## Murrays theorie
Murrays theorie, zoals ze die uiteenzette in dit boek en in het daaropvolgende The God of the Witches (1933) kwam op het volgende neer:
- Tot aan de 17e eeuw bestond er een religie, veel ouder dan het christendom, die zowat over heel West-Europa aanhangers had, zowel onder het gewone volk als onder de heersende klasse.
- Centraal stond de verering van een gehoornde god met twee gezichten, bij de Romeinen gekend als Dianus of Janus. (Deze cultus van Dianus was van het type dat door James Frazer uitvoerig beschreven werd in The Golden Bough).
- De gehoornde god representeerde de cyclus van oogsten en seizoenen. Van hem werd geloofd dat hij periodisch stierf en terug tot leven kwam.
- De gehoornde god vertegenwoordigde zichzelf op aarde door uitgekozen menselijke wezens. Tot deze uitverkozenen zouden een aantal beroemdheden behoord hebben zoals William Rufus, Thomas Becket, Jeanne d'Arc en Gilles de Rais. Allen stierven een dramatische dood die echter slechts een ritueel offer was om de heropstanding van de god en de hernieuwing van de aarde te verzekeren.
- In de dorpen zat de gehoornde god de heksenvergaderingen voor. Voor christelijke observators van dit gebeuren leken de heksen daar de duivel te aanbidden, terwijl het in werkelijkheid om de verering van de voorchristelijke god Dianus ging.
- Het bewaren van deze oude religie viel toe aan een ras van oorspronkelijke bewoners, klein van gestalte, die telkens verdreven waren door telkens weer andere invallers. Dit zou ook aan de oorsprong liggen van de verhalen over feeën, kabouters en andere kleine volken. Deze wezens waren heel schuw maar waren toch in staat om hun religie aan gewone mensen door te geven. De heksen waren hun leerlingen en zo ook de erfgenamen van de oude religie.
- Volgens Murray bestonden de (lokale) covens steeds uit dertien leden, waarvan twaalf gewone mannen en vrouwen, en één officier (officer). Alle leden waren verplicht om een wekelijkse vergadering (door Murray 'esbats' geoemd) bij te wonen, alsook de grotere sabbats.
- Er heerste een strenge discipline in de covens, en wie een vergadering miste of zich aan iets anders schuldig maakte, kon zwaar gestraft worden, soms zelfs tot de dood erop volgde.
- De organisatie en structuur was zo goed dat het christendom pas met de reformatie een sterkere greep kreeg op de bevolking. Daarvoor was een regelrechte aanval nodig op de invloedrijke rivaal, en dat gebeurde met de grote heksenvervolging.

In een appendix stelt Murray zowel Jeanne d'Arc als Gilles de Rais voor als aanhangers van de oude religie die als martelaar voor hun geloof zijn gestorven. In de laatste appendix geeft zij in de vorm van recepten drie (gevaarlijke) formules voor vliegzalven die heksen gebruikt zouden hebben om de illusie te verwekken dat ze vlogen.

## Kritiek op de theorie
Margaret Murrays theorie kreeg vanaf de jaren 1920 van verschillende kanten kritiek, bijvoorbeeld van George Lincoln Burr, Hugh Trevor-Roper en recenter van Keith Thomas. Andere academici echter hielden vol dat niettegenstaande de overdreven stellingen er toch een kern van waarheid in haar theorie zat. Een ervan was Arno Runeberg die in zijn boek Witches, Demons and Fertility (1947) wees op een aantal 'gewone' elementen die werden aangehaald bij beschrijvingen van sabbats, en die niets fantastisch hadden. Het ging volgens hem om werkelijke samenkomsten die later onder invloed van de verbeelding tot fantasmagorie werden veranderd. Het bestaan van covens, waar Murray in geloofde, werd ook aanvaard door Montague Summers, een bekend rooms-katholiek schrijver over hekserij in de jaren 1920 en 1930, en meer recentelijk door Pennethorne Hughes in zijn boek "Witchcraft" (1952, 1965).